# 穆顗
穆 顗（ぼく ぎ、生年不詳 - 466年）は、北魏の軍人。本貫は代郡。

## 経歴
穆崇の子として生まれた。明元帝のときに中散となり、侍御郎に転じた。太武帝が赫連昌を攻撃すると、穆顗は従軍してその勇戦ぶりは抜きんでていた。侍輦郎・殿中将軍に転じ、泥陽子の爵位を受けた。北燕に対する征戦に従軍して、功績により司衛監に任じられ、龍驤将軍の号を加えられ、長楽侯の爵位に進んだ。
あるとき太武帝の崞山での田猟に従うと、虎が突然に現れたため、穆顗はこれを打って捕らえた。太武帝は「『詩経』に『有力如虎』といっているが、顗はそれ以上である」といって感嘆した。穆顗は太武帝に従って山胡の白龍を討ち、北方の柔然を討つなど、功績を重ねて散騎常侍・鎮北将軍の位を加えられ、爵位は建安公に進んだ。北鎮都将として出向し、平城に召還されて殿中尚書に任じられた。涼州に駐屯して、名声が高かった。また平城に召還されて、散騎常侍の位を加えられ、太倉尚書を兼ねた。
460年（和平元年）、陽平王拓跋新成とともに南道をとって吐谷渾の拾寅を撃破したが、疫病の蔓延のために追撃できず、官爵を剥奪されて辺境に流された。文成帝は穆顗の前朝での功績を勘案し、平城に召還して内都大官とした。466年（天安元年）、穆顗は死去した。征西大将軍の位を追贈され、建安王に追封された。諡は康といった。

## 子女
- 穆寄生（後嗣）
- 穆栗（涼州鎮将、安南公）
- 穆泥干（羽林中郎、臨安男、冀州刺史、仮安南将軍・鉅鹿公）

## 伝記資料
- 『魏書』巻27 列伝第15
- 『北史』巻20 列伝第8